# Classe Quintino Sella
La classe Quintino Sella è stata una classe di cacciatorpediniere della Regia Marina.

## Storia
Formata da quattro unità, la classe fu completata dai Cantieri Pattison di Napoli tra il 1926 ed il 1927. Nel 1940 due delle unità, il Giovanni Nicotera ed il Bettino Ricasoli, furono cedute alla Svezia; le altre due, Quintino Sella e Francesco Crispi, presero parte alla seconda guerra mondiale, venendo adibite a servizi di scorta sulle rotte dell'Adriatico e dell'Egeo, e fungendo da navi appoggio per "barchini esplosivi" che attaccarono la baia di Suda. Andarono entrambi perduti in seguito agli eventi armistiziali dell'8 settembre 1943.

## Caratteristiche
L'armamento principale era composto da 3 cannoni da 120/45, di cui due in un complesso binato Mod. 1926 (furono i primi cacciatorpediniere italiani ad adottare questa sistemazione) ed un complesso singolo Mod. 1924; vi erano poi 2 pezzi Vickers-Armstrong QF 2 lb e 4 tubi lanciasiluri da 533 mm; avevano inoltre la possibilità di trasportare e posare 40 mine. La velocità massima era di 35 nodi; il dislocamento a pieno carico 1480 t. Alcune modifiche ne aumentarono la manovrabilità, ma persistette una certa difficoltà con il mare mosso. Modifiche all'armamento, nel 1929, portarono all'aggiunta di un pezzo da 120, sostituendo la torre singola con un altro complesso binato Mod. 1926, ed in seguito all'incremento dell'armamento contraereo.

## Unità

### Quintino Sella
Completato nel 1927, durante la seconda guerra mondiale ebbe un ruolo principalmente di scorta lungo le rotte dell'Egeo, con 116 missioni del tipo in quelle acque. Un suo ruolo secondario ma non meno importante fu il suo supporto alle operazioni coperte della Xª Flottiglia MAS, in particolare insieme col Crispi nell'attacco alla Baia di Suda. L'11 settembre 1943, in seguito all'armistizio, partì da Venezia - con a bordo, oltre all'equipaggio, anche un imprecisato numero di civili - diretto ad un porto controllato dagli Alleati, ma poco dopo la partenza andò in avaria e fu attaccato a sorpresa dalla motosilurante tedesca S. 54; colpito da due siluri, si spezzò in due e affondò con grande rapidità. Perirono 27 membri dell'equipaggio e circa 200 civili.

### Francesco Crispi
Completato nel 1927, durante la seconda guerra mondiale operò in Egeo nel ruolo di scorta ai convogli, venendo danneggiato da un attacco aereo il 27 novembre 1942. Il 9 settembre 1943, in seguito all'armistizio, fu catturato dai tedeschi al Pireo; ribattezzato TA. 15, fu affondato da bombe razzo l'8 marzo 1944, a nord di Creta. Recuperato, fu nuovamente affondato da attacco aereo al Pireo, il 12 ottobre 1944.

### Bettino Ricasoli
Completato nel 1926, nel 1940 fu venduto alla Svezia, che lo ribattezzò Puke. Fu demolito nel 1947.

### Giovanni Nicotera
Completato nel 1926, nel 1940 fu ceduto alla Svezia (dopo un temporaneo sequestro da parte britannica, durante il viaggio) e rinominato Psilander; modificato, ma giudicato mediocre, fu demolito nel 1949.